# 185

185(백팔십오)는 184보다 크고 186보다 작은 자연수다.

## 수학
- 합성수로, 그 약수는 1, 5, 37, 185이다. 진약수의 합은 43이므로, 185는 부족수다.
  - 60번째 반소수다. 앞의 반소수는 183, 다음 반소수는 187이다.
- 5번째 이십각수다. 앞의 이십각수는 112, 다음은 276이다.
- 피타고라스 삼조의 빗변의 길이이다.
  - {\displaystyle 57^{2}+176^{2}=185^{2}}[a]
  - {\displaystyle 104^{2}+153^{2}=185^{2}}[b]

## 과학
- NGC 185: 카시오페이아자리 방향에 있는 타원은하.

## 교통
- 일본 185번 국도: 히로시마현 구레시에서 미하라시까지 이어지는 일본의 국도.
- 현도 제185호선

## 군사
- U-185(영어판, 독일어판): 제2차 세계 대전에 사용된 나치 독일의 군용 잠수함.

## 문화유산
- 대한민국의 국보 제185호: 상지은니묘법연화경
- 대한민국의 보물 제185호: 부여 무량사 오층석탑
- 대한민국의 사적 제185호: 경주 신무왕릉

## 방송
- 스카이라이프의 STB 상생방송 채널 번호.
- 지니 TV의 토마토증권통 채널 번호.
- B tv의 대교어린이TV 채널 번호.
- U+ TV의 나우제주TV 채널 번호.
- LG헬로비전의 매일경제TV 채널 번호.
- B tv 케이블의 뽀요TV 채널 번호.

## 기타
- 연도: 185년, 기원전 185년